# Noodles & Company
Noodles & Company é um restaurante americano de fast casual que oferece pratos de macarrão internacionais e americanos, além de sopas e saladas. A Noodles & Company foi fundada em 1995 por Aaron Kennedy e tem sede em Broomfield, Colorado. A empresa abriu seu capital em 2013 e registrou uma receita de US$ 457 milhões em 2017. Em meados de 2022, havia 458 unidades da Noodles & Company em 31 estados.

## História

### Fundação
O ex-executivo de marketing da PepsiCo, Aaron Kennedy, teve a ideia de criar um restaurante que servisse massas depois de jantar no Mamie's Asian Noodle Shop em Greenwich Village, Nova Iorque.  Ele descobriu que o macarrão era um alimento básico em muitas partes do mundo, mas que havia uma falta de restaurantes que servissem macarrão nos Estados Unidos. Em 1994, Kennedy e outros começaram a desenvolver receitas na cozinha de sua sogra. Kennedy levantou US$ 72.000 de amigos e familiares, além de US$ 200.000 em capital de investimento, e abriu seu primeiro restaurante em outubro de 1995 em Cherry Creek, Denver, Colorado. Um segundo restaurante foi aberto em março do ano seguinte em Madison, Wisconsin. 

### Expansão
O restaurante perdeu um total de US$ 42.000 em seus primeiros três meses de operação. Tanto o restaurante de Denver quanto o de Madison receberam críticas negativas dos jornais locais. Kennedy, portanto, começou a melhorar e aperfeiçoar todos os aspectos do restaurante, e sua equipe de gerentes viajou para Chicago para visitar vários bares de macarrão. O restaurante melhorou o cardápio, os preços e a decoração, mudando o interior para uma paleta de cores mais quentes e a massa, que antes era pré-fabricada e isolada a vapor, passou a ser frita instantaneamente.  Após uma série de melhorias, o desempenho do restaurante começou a melhorar.
De 1996 a 2000, os restaurantes da Noodles & Company cresceram de US$ 330.000 para US$ 13 milhões em receita e, em 2002, haviam aberto 37 unidades. Um modelo de negócios em cadeia está em vigor desde 2003. Em 2006, sua sede foi transferida para Bloomfield, Colorado.
Em 16 de novembro de 2015, a Noodles & Company anunciou que havia se retirado da região central do Texas, fechando todas as suas cinco unidades na área de Austin. Restaurantes em várias outras cidades haviam fechado ou estavam planejados para fechar nas próximas semanas, incluindo locais em Lubbock e na área de Washington, D.C., de acordo com relatórios publicados. Por fim, 16 locais foram fechados até o final do ano.
Em 25 de julho de 2016, em Alexandria, Virgínia, dois funcionários da Noodles & Company se recusaram a servir um policial uniformizado. O policial deixou o restaurante e relatou o incidente, que ganhou cobertura jornalística regional. A empresa emitiu um pedido de desculpas e demitiu os funcionários envolvidos no incidente.
Em 2017, a empresa planejou fechar 55 restaurantes com baixo desempenho, mas também planejou abrir de 14 a 17 novos locais. Também lançou um teste piloto nos mercados de Colorado Springs e Kansas City. O teste incluiu um novo nome, Noodles World Kitchen, bem como novos itens de menu, personalizações, serviço de retirada rápida e um programa de recompensas.

## Propaganda
Entre 1997 e 2002, a Noodles & Company patrocinou publicidade impressa e em outdoors. Em 2002, quando a empresa tinha um orçamento de publicidade de aproximadamente US$ 1,3 bilhão, os anúncios da rede de restaurantes Noodles & Company também eram vistos nos principais canais de televisão.
O enredo de um dos anúncios era o seguinte: um “encantador de serpentes” encantava um OVNI com uma flauta, forçando-o a aterrissar; dentro do objeto voador não identificado havia muitos pratos de macarrão. O anúncio terminava com a legenda “We're going to get you” (Nós vamos te pegar).

## Cardápio
Os pratos mais importantes da rede de restaurantes Noodles & Company são diretamente massas. No entanto, tofu, carne bovina, camarão e outros itens também podem ser encontrados no cardápio dos restaurantes da rede.
Em 2015, a rede de restaurantes lançou pratos de macarrão para crianças.